# Об'єднана теорія поля
Об'́єднана теóрія пóля — ще не побудована фізична теорія, яка повинна об'єднати всі фундаментальні взаємодії у рамках єдиного теоретичного підходу. Термін був запропонований Альбертом Ейнштейном, який намагався поєднати загальну теорію відносності та електромагнетизм у рамках однієї теорії.

## Постановка задачі
Сучасна фізика описує взаємодію між тілами та частинками з допомогою квантованих полів. Виходячи з принципу частинково-хвильового дуалізму взаємодія може бути описана як обмін частинками, які передають енергію та імпульс від одного тіла до іншого.
На сьогодні відомі чотири види взаємодій:
- Сильна взаємодія, що утримує разом кварки, з яких складаються протони та нейтрони, а також усі інші адрони. Ці ж самі сили утримують протони та нейтрони у складі атомних ядер. Переносниками сильної взаємодії є глюони.

- Слабка взаємодія, завдяки якій відбувається радіоактивний β-розпад ядер. Ці сили відіграють важливу роль у реакціях ядерного синтезу, що відбуваються у надрах Сонця. Вони також відповідальні за взаємодію нейтрино з речовиною. Переносниками слабкої взаємодії є W- та Z-бозони.

- Електромагнітна взаємодія — сили що діють на електрично заряджені частинки. З проявами електромагнітних взаємодій людина зустрічається у повсякденному житті на кожному кроці. Це світло, радіохвилі, властивості твердих тіл та рідин, робота різноманітних електричних та електронних пристроїв і багато іншого. Переносниками електромагнітної взаємодії є фотони.

- Гравітаційна взаємодія - сили, що керують рухом Місяця та штучних супутників навколо Землі, Землі та інших планет навколо Сонця, а також Сонця навколо центру Галактики тощо. Вони ж відповідальні за знайоме кожному з нас земне тяжіння. Хоча переносник гравітаційної взаємодії ще не був виявлений експериментально, більшість фізиків не сумнівається в його існуванні і називають цю частинку «гравітон».

Дві з перерахованих взаємодій: слабкі та електромагнітні вже об'єднані у рамках спільної теорії, і розглядається сучасною наукою як прояви єдиної електрослабкої взаємодії.
Намір побудувати об'єднану теорію поля ґрунтується на припущенні, що всі перераховані вище фундаментальні взаємодії, а також всі частинки, з яких складається речовина — це просто різні прояви одного фундаментального поля.

## Передісторія
Перші думки про зв'язок електричних, магнітних та світлових явищ належать Майклу Фарадеєві. Вони знайшли продовження у працях Джеймса Клерка Максвелла.